# 大米哈伊利夫卡 (拉伊夫卡市鎮)
48°8′59″N 35°37′24″E / 48.14972°N 35.62333°E
大米哈伊利夫卡（烏克蘭語：Великомихайлівка）是位於烏克蘭中部的村莊，由第聶伯羅彼得羅夫斯克州裡錫內利尼科韋區的拉伊夫卡市鎮負責管轄。該村處於中捷爾薩河右岸，距離科特利亞里夫西克2公里，海拔高度123米，2001年人口298。